# Servizio di interconnessione
Nelle telecomunicazioni il servizio di interconnessione è un servizio intermedio, all'ingrosso, che consiste nella fornitura da parte di uno o più operatori di telecomunicazioni dominanti (incumbent) in un dato mercato della componente di servizio necessaria ai potenziali concorrenti OLO (Other Licensed Operators) o operatori virtuali di rete mobile (MVNO) per realizzare servizi comparabili disponibili agli utenti finali.

## Descrizione
Fanno parte di questa categoria i servizi unbundling local loop (ULL), Shared Access, Bitstream e di servizi di raccolta, terminazione e transito delle chiamate telefoniche.
Telecom Italia pubblica annualmente l'offerta di interconnessione di riferimento per i principali servizi corrispondenti ai Mercati n. 8, 9, 10, 11 e 12 delle Comunicazioni Elettriche, fra quelli identificati dalla Raccomandazione sui mercati rilevanti della Commissione europea n. 2003/311/CE.